# Ньянза

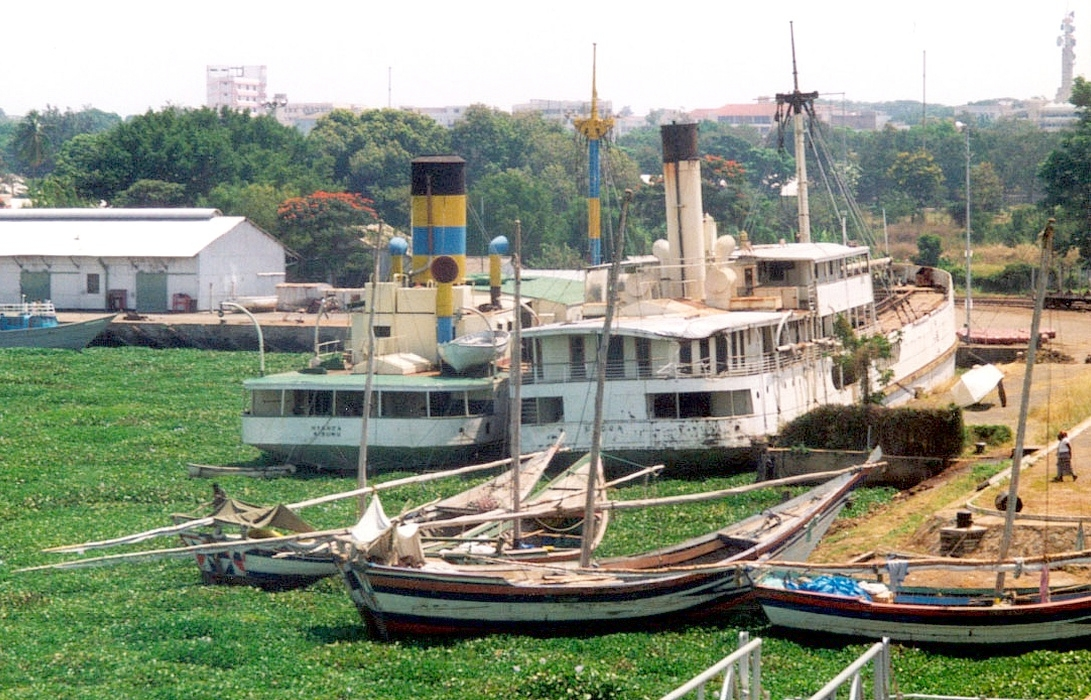
Кисуму — порт на озере Виктория

Ньянза (англ. Nyanza Province, суахили Mkoa wa Nyanza) — одна из восьми бывших провинций Кении, находившаяся на юго-западе страны, прилегала к озеру Виктория. Административный центр — город Кисуму, третий по величине город Кении.

## Этимология
Название происходит от одного из племён банту — сукума, живущего на танзанийском берегу озера Виктория, которое означает большую массу воды.

## Климат
Климат тропический влажный.

## Население
Населена этническими группами луо, бантуязычными племенами.

## Языки
Преобладающий язык в Ньянза — долуо. Также распространён нилотикский язык, происходящий из Южного Судана.
Другие языки — гусии, языки лухья, куриа, суахили и английский. На других языках говорят небольшие группы кенийских общин и мигрантов.

## Административное деление
В административном отношении провинция Ньянза делится на 6 округов:
| № | Округа              | Административный центр | Население, чел. (2009 г.) |
| - | ------------------- | ---------------------- | ------------------------- |
| 1 | Хома-Бей (Homa Bay) | Хома-Бей               | 963 794                   |
| 2 | Кисии (Kisii)       | Кисии                  | 1 152 282                 |
| 3 | Кисуму (Kisumu)     | Кисуму                 | 968 909                   |
| 4 | Мигори (Migori)     | Мигори                 | 917 170                   |
| 5 | Нямира (Nyamira)    | Нямира                 | 598 252                   |
| 6 | Сиая (Siaya)        | Сиая                   | 842 304                   |

Первоначально Ньянза была разделена на четыре административных округа. В 1990-х годах было введено новое административно-территориальное деление:
- Бондо (столица Бондо);
- Гуча, также известен как Южный Кисии или Огембо (Огембо);
- Кисии, также известен как Центральный Кисии (Кисии);
- Кисуму (Кисуму);
- Куриа (Кеханча);
- Мигори (Мигори);
- Нямира, также известен как Северный Кисии (Нямира);
- Няндо (Аваси);
- Рачуонйо (Оюгис);
- Сиая (Сиая);
- Суба (Мбита);
- Хома-Бей (Хома Бэй).

## Культура
В городе Кисуму с 1980 года действует Музей Кисуму.

## Факты
- В честь провинции назван астероид (1356) Ньянза.